# جليب سافينوف
جليب ألكساندروفيتش سافينوف ( بالروسية : Гле́б Алекса́ндрович Сави́нов؛ 27 سبتمبر 1915 - 5 نوفمبر 2000) وهو رسام سوفييتي وروسي ومعلم فنون، وفنان مشرف من الاتحاد الروسي. عاش وعمل في لينينغراد. وكان يعتبر أحد الممثلين البارزين لمدرسة لينينغراد للرسم وأحد الفنانين الموهوبين في عصره.

## السيرة الذاتية
ولد سافينوف عام 1915 في قرية ناتاليفكا، في محافظة خاركوف. قضى طفولته في ساراتوف. وكان والده ألكسندر إيفانوفيتش سافينوف (1881-1942)، رسامًا موهوبًا ومعلمًا، وكان أستاذًا في أكاديمية الفنون الجميلة. كان صديقًا للعديد من الفنانين المشهورين من مدرسة ساراتوف. اللذان غالبًا ما كانوا يجتمعون في منزل سافينوف. ويبدون أحكامهم حول الفن، وإبداع والده وشخصيته المهتمة بالفن ساعدت على بناء شخصية الفنان جليب.
في عام 1922 انتقلت عائلة سافينوف من ساراتوف إلى بتروغراد. وفي 1928-1930 بدأ جليب العمل في استوديو والده بينما كان لا يزال في المدرسة. في عام 1934، بعد تخرجه من المدرسة الثانوية، التحق بقسم الرسم في معهد لينينغراد للرسم والنحت والعمارة، حيث درس مع عدد من الفنانين المعتبرين آنذاك. وفي عام 1940 تخرج جليب من معهد الرسم والنحت والعمارة في ورشة عمل ألكسندر أوسميركين. حصل عمل تخرجه وهي لوحة بعنوان " طفولة غوركي " - على الجائزة الأولى في عام 1940 في معرض عموم الاتحاد لأعمال التخرج في المعاهد والكليات الفنية في موسكو في نفس العام تزوج سافينوف من زميلته الفنانة أولغا بوجايفسكايا.
في أغسطس 1940 استدعي جليب للخدمة في الأسطول البحري. بعد بداية الحرب الوطنية العظمى، خدم جليب في أجزاء من أسطول البلطيق، بما في ذلك الدفاع عن لينينغراد. ولفت الأمر الانتباه إلى تدريبه الفني. رشح جليب طاقم فنان البلطيق. وعين صانعًا للوحات والملصقات الوطنية والمناهضة للفاشية. لقد ميز بين جنود المعركة والجرحى في المستشفيات، وشارك أيضًا في إعداد معارض لفناني الجيش الأحمر المقاتلة لجبهة لينينغراد وأسطول البلطيق. وفي عام 1944، قبل جليب في اتحاد لينينغراد للفنانين. وبعد الحرب، قام جليب سافينوف بالتدريس في معهد إيليا ريبين للفنون (1945-1947)، ثم في معهد فيرا موخينا (1949-1979)، حيث كان أستاذًا للرسم.
في عام 1957 في معرض عموم الاتحاد الفني في موسكو، المخصص للذكرى الأربعين الخاصة بثورة أكتوبر، أظهر جليب لأول مرة لوحتين سرديتين كبيرتين وهي ( جسر الجامعة،  وفي الشارع ) (كلاهما عام 1957). لعبا دورًا مهمًا في تغيير إبداعه الفني. ظهر في هذه الأعمال كفنان ناضج، وملون وملحن موهوب يعرف كيف يرتقي مشهد الشارع اليومي إلى مستوى الصورة المعممة للغاية للصوت المدني. لقد حقق الفنان إنجازات عظيمة في الرسم، حيث قام بتنظيف لوحته وتفتيحها وإثرائها. وبناء نظام ألوان قائم على تناغم الألوان الفاتحة والمشرقة. في كلتا الصورتين، أظهر جليب قدرته الفنية في مساحة صغيرة من القماش على نقل الشعور بالعصر بوضوح، بخصائصه الأصيلة، وأصالة الأنواع، والعلاقات بين الناس.
منذ ذلك الوقت اكتسب جليب شهرة وتقديرًا باعتباره أستاذًا في الرسم النوعي. ومن أشهر لوحاته
- " عن المرأة الروسية" (1960)،[4]
- "المتجر الريفي "، "سباق الدراجات النارية في يوكي" (كلاهما 1961)،[5][6]
- "البحارة". عام 1942،[7]
- أمهات  (كلاهما 1964)،[8]
- المتراس في بريسنيا  (1967)،[9]
- كومونة بوفولجسكايا (1969)،[10]
- يوم النصر  (1975)، [11]
- الجرار الأول ، على نهر الفولجا أثناء الحرب الأهلية  (كلاهما 1980)[12]
- جرار على نهر الفولجا (1985).[13]

## وفاته
توفي جليب سافينوف في 5 نوفمبر في عام 2000 في سانت بطرسبرغ عن عمر يناهز السادسة والثمانين. ولوحاته موجودة في متحف الدولة الروسية، وفي المتاحف الفنية والمجموعات الخاصة في روسيا، وفرنسا،  والولايات المتحدة، واليابان، وألمانيا، وإنجلترا، وإيطاليا.